# Tanzanite
Tanzanite (português europeu) ou Tanzanita (português brasileiro) é uma variedade do mineral zoisite, descoberta nos Montes Merelani no norte da Tanzânia em 1967 próximo de Aruxa. Afirma-se que foi descoberta por um goês de nome Manuel de Sousa. Desde então, a gema conheceu uma onda de popularidade, principalmente nos Estados Unidos, onde a Tiffany & Co. teve um papel fundamental tanto no seu batismo como na sua apresentação ao mercado e consequente promoção.
Trata-se de uma gema popular e valiosa, sobretudo devido à sua cor e raridade (10.000 vezes mais rara do que o diamante). Digno de realce é o forte tricroísmo que apresenta (azul safira, violeta e verde dependendo da orientação do cristal). No entanto, a maior parte da tanzanite recebe tratamento térmico artificial para melhorar a sua cor, o que reduz significativamente esse tricroísmo.
Tem cor azul-safira, devida ao vanádio (tem 0,02%V). É transparente, tem dureza 6,5 a 7,5 na Escala de Mohs, índice de refração 1,690 a 1,700 e birrefringência 0,010. A Tanzânia é ainda a única fonte conhecida e lá existem também zoisites de outras cores que, aquecidas a 380 °C, ficam azul-safira com reflexos roxos.